# Miss Spagna
Miss España è un concorso di bellezza spagnolo. Le prime edizioni si tennero in Spagna sino all'avvento della guerra civile nel 1936, seguita dalla dittatura di Francisco Franco, che non permise concorsi di bellezza, sino al 1961. Dal 1929 è il concorso di bellezza ufficiale della Spagna.
Dal 1991 al 2008 è stato trasmesso dal canale Telecinco, dal resort Marina d'Or, nella provincia di Castellón.
Tutte le concorrenti di Miss España devono prima superare le selezioni provinciali, per poi passare alla fase finale del concorso in cui ogni concorrente rappresenta una provincia. La vincitrice di Miss España viene normalmente inviata a rappresentare la Spagna a Miss Universo, mentre le altre finaliste partecipano a Miss Mondo, Miss Terra e Miss International.

## Albo d'oro

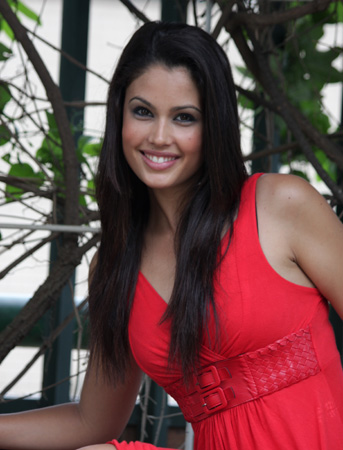
Patricia Rodriguez, Miss España 2008.

| Anno | Miss España                     | Provincia              | Note                                 |
| ---- | ------------------------------- | ---------------------- | ------------------------------------ |
| 1929 | Pepita Samper                   | Valencia               |                                      |
| 1930 | Elena Pla                       | Valencia               |                                      |
| 1931 | Ermelina Carreño                | Castilla la Nueva      |                                      |
| 1932 | Teresita Daniel                 | Catalogna              |                                      |
| 1933 | Emilia Docet                    | Madrid                 |                                      |
| 1934 | María Eugenia Henríquez Girón   | Madrid                 |                                      |
| 1935 | Alicia Navarro                  | Isole Canarie          | Vincitrice a Miss Europa 1935        |
| 1960 | Elena Herrera                   |                        |                                      |
| 1961 | María del Carmen Cervera        | Catalogna              |                                      |
| 1962 | Maruja García Nicolau           | Maiorca                | Vincitrice a Miss Europa 1962        |
| 1963 | María Rosa Pérez Gómez          | Tenerife               |                                      |
| 1964 | María José Ulla                 | Tenerife               |                                      |
| 1965 | Alicia Borrás                   | Barcellona             |                                      |
| 1966 | Paquita Torres Pérez            | Andalusia              | Vincitrice a Miss Europa 1967        |
| 1967 | Paquita Delgado Sánchez         | Andalusia              |                                      |
| 1968 | Amparo Rodrigo                  | Valencia               |                                      |
| 1969 | Noelia Afonso                   | Tenerife               | Vincitrice a Miss Europa 1970        |
| 1970 | Josefina Román                  | Cadice                 | Top 12 a Miss Universo 1971          |
| 1971 | Maria del Carmen Muñoz          |                        |                                      |
| 1972 | Rocío Martín Madrigal           | Andalusia (Siviglia)   |                                      |
| 1973 | Amparo Muñoz                    | Costa del Sol (Málaga) | Vincitrice a Miss Universo 1974      |
| 1974 | Consuelo Martín López           | Atlántico              |                                      |
| 1975 | Volha Fernández Pérez           | Galizia                |                                      |
| 1976 | Luz María Polegre Hernández     | Tenerife               | Top 12 a Miss Universo 1977          |
| 1977 | Guillermina Ruiz Doménech       | Isole Baleari          |                                      |
| 1978 | Gloria María Valenciano         | Lanzarote              |                                      |
| 1979 | María Dolores Forner Toro       | Alicante               | Top 15 a Miss Mondo 1979             |
| 1980 | Francisca Ondiviela             | Las Palmas             |                                      |
| 1981 | Cristina Pérez Cottrell         | Costa del Sol (Málaga) |                                      |
| 1982 | Ana Isabel Herrero García       | Aragona                | Top 12 a Miss Universo 1983          |
| 1983 | Garbiñe Abasolo García          | Paesi Baschi           |                                      |
| 1984 | Juncal Rivero Fadrique Castilla | Valladolid             | Vincitrice a Miss Europa 1985        |
| 1985 | Amparo Martínez Cerdán          | Valencia               |                                      |
| 1986 | Remedios Cervantes Montoya      | Malaga                 |                                      |
| 1987 | Sonsoles Artigas Mederos        | Las Palmas             |                                      |
| 1988 | Eva María Pedraza López         | Cordova                |                                      |
| 1989 | Raquel Revuelta Armengou        | Siviglia               |                                      |
| 1990 | Esther Arroyo Bermúdez          | Cadice                 |                                      |
| 1991 | Sofía Mazagatos Gómez           | Madrid                 |                                      |
| 1992 | Eugenia Santana Alba            | Las Palmas             | Top 10 a Miss Universo 1993          |
| 1993 | Raquel Rodríguez Hidalgo        | Cordova                |                                      |
| 1995 | María Reyes Vázquez             | Soria                  |                                      |
| 1996 | María José Suárez Benítez       | Siviglia               |                                      |
| 1997 | Inés Sainz Esteban              | Biscaglia              |                                      |
| 1998 | María José Besora Villanueva    | Murcia                 |                                      |
| 1999 | Lorena Bernal Pascual           | Gipuzkoa               | Top 10 a Miss Mondo 1999             |
| 2000 | Helen Lindes Griffiths          | Las Palmas             |                                      |
| 2001 | Lorena Van Heerde Ayala         | Alicante               |                                      |
| 2002 | Vania Millán Miras              | Almería                |                                      |
| 2003 | Eva María González Fernández    | Siviglia               |                                      |
| 2004 | María Jesús Ruiz Garzón         | Jaén                   |                                      |
| 2005 | Verónica Hidalgo                | Gerona                 |                                      |
| 2006 | Elisabeth Reyes Villegas        | Málaga                 |                                      |
| 2007 | Natalia Zabala Arroyo           | Gipuzkoa               |                                      |
| 2008 | Patricia Yurena Rodríguez       | Tenerife               | Top 15 a Miss Mondo 2008             |
| 2009 | Estíbaliz Pereira Rabade        | La Coruña              |                                      |
| 2010 | Paula Guilló Sempere            | Tenerife               |                                      |
| 2011 | Andrea Huisgen                  | Barcellona             |                                      |
| 2013 | Patricia Yurena Rodríguez       | Tenerife               | 2ª classificata a Miss Universo 2013 |
| 2018 | Ángela Ponce                    | Siviglia               |                                      |

     Vincitrice di Miss Universo

     Vincitrice di Miss Europa